# Gollahalli, Sira
Gollahalli là một làng thuộc tehsil Sira, huyện Tumkur, bang Karnataka, Ấn Độ.